# Rex Ingram
Rex Ingram (født Reginald Ingram Montgomery Hitchcock den 15. januar 1893, død 21. juli 1950) var en irsk filminstruktør, producer, forfatter og skuespiller.
Rex Ingram instruerede de fleste af sine film i stumfilmæraen og er bl.a. husket for at have opdaget og udviklet skuespilleren Rudolph Valentino. Instruktør Erich von Stroheim kaldte ham engang "verdens største instruktør". 

## Opvækst
Han blev født den 15. januar 1893 på 58 Grosvenor Square i Dublin i Irland, hvor en plakette er opsat til minde om ham. Ingram blev uddannet på Saint Columba's College, nær Rathfarnham i County Dublin. Han tilbragte en stor del af sine teenageår i Old Rectory i Birr i County Offaly, hvor hans far, pastor Francis Hitchcock, var rektor for Church of Ireland. Ingram emigrerede til USA i 1911.

## Karriere
I USA studerede Ingram skulptur på Yale University School of Art. Han bevægede sig hurtigt mod film og begyndte med skuespilarbejde i 1913 og gik herefter i gang med at skrive, producere og instruere film. Hans første spillefilm som producer og instruktør var i 1916 med det romantiske drama Den lille heks. Han arbejdede for Edison Studios, Fox Film Corporation, Vitagraph Studios og derefter MGM, hvor han hovedsageligt instruerede action- eller overnaturlige film.
Ingram flyttede til Metro Pictures i 1920, hvor han arbejdede under Hollywoods første kvindelige direktør, June Mathis. Mathis og Ingram skabte fire film sammen: Hearts Are Trumps, De fire ryttere, Sejrende Magter og Turn to the Right. Der verserede rygter om, at de to var romantisk involveret. Forholdet mellem Ingram og Mathis blev mere køligt, da hendes nye fund, Rudolph Valentino, begyndte at overskygge Ingrams egen berømmelse. Deres forhold sluttede, da Ingram stak af med Alice Terry i 1921.
Ingram giftede sig to gange, først med skuespillerinden Doris Pawn i 1917; dette endte med skilsmisse i 1920.  Han giftede sig derefter med Alice Terry i 1921, som han var gift med til sin død i 1950. Begge ægteskaber var barnløse. Han og Terry flyttede til den franske riviera i 1923. De etablere et lille filmstudie i Nice og optog flere film i Nordafrika, Spanien og Italien, for MGM og andre. 
Blandt dem der arbejdede for Ingram på MGM på Rivieraen i denne periode, var den unge Michael Powell, som senere med Emeric Pressburger instruerede De røde sko og andre klassikere, og teknikeren Leonti Planskoy. Efter Powells egen beretning var Ingram en stor indflydelse på ham, især med hensyn til temaerne illusion, drøm, magi og det surrealistiske. David Lean sagde, at han stod i gæld til Ingram. MGM-studiechef Dore Schary listede de bedste kreative mennesker i Hollywood som DW Griffith, Ingram, Cecil B. DeMille og Erich von Stroheim (i faldende betydningsrækkefølge).
Carlos Clarens skrev: "Efterhånden som Rex Ingrams film blev mere esoteriske, dalede hans karriere. Tonefilmens komme tvang ham til at opgive sine filmstudier i Nice. I stedet for at udstyre dem til tonefilm, valgte han i stedet at rejse og forfølge en forfatterkarriere."
Ingram lavede kun én tonefilm: Baroud, filmet for Gaumont British Pictures i Marokko. Filmen var ikke en kommerciel succes; derefter forlod han filmbranchen og vendte tilbage til Los Angeles for at arbejde som billedhugger og forfatter.
Han blev interesseret i islam allerede i 1927 og konverterede dertil i 1933. 
For sit bidrag til filmindustrien har han en stjerne på Hollywood Walk of Fame på 1651 Vine Street.

## Død
Ingram døde af en hjerneblødning i North Hollywood den 21. juli 1950, 58 år gammel  Han blev begravet på Forest Lawn Memorial Park Cemetery i Glendale, Californien .

## Eftermæle
Kritikeren Carlos Clarens skrev om Ingram: "En rigtig irer fascineret af det bizarre og groteske (han ansatte engang en dværg som kammertjener), Ingram var også en forfatter med et vist talent. Ingrams film er ofte langsomme og prætentiøse og indeholder ikke desto mindre fremragende glimt af makaber fantasi, såsom de fire rytteres ridetur i Valentino-eposet, eller de 'goul-visioner', der medfører gnierens død i The Conquering Power . Hans mere eller mindre mystiske tilbøjelighed var tydelig i Mare Nostrum og i Allahs have, som han filmede i henholdsvis Middelhavet og Nordafrika." 

## Filmografi
Ingrams komplette filmografi som instruktør:
 
- The Symphony of Souls (kortfilm, 1 filmrulle; 1914)
- The Song of Hate (manuskriptforfatter, 1915) med Betty Nansen i hovedrollen
- Den lille heks (1916)
- Broken Fetters (1916)
- Sorgens Bæger (1916)
- Black Orchids (1917)
- Det lille Uhyre (1917)
- The Reward of the Faithless (1917)
- The Pulse of Life (1917)
- The Flower of Doom (1917)
- His Robe of Honor (1918)
- Glem ikke dig selv! (1918)
- The Day She Paid (1919)
- Shore Acres (1920)
- Barken Sydkorset (1920)
- Hearts Are Trumps (1920)
- De fire ryttere (1921)
- Sejrende Magter (1921)
- Fangen paa Zenda (1922)
- Farlige kvinder (1922)
- Ærlige Tyve (1922)
- Scaramouche (1923)
- Farvet kærlighed (1923)
- Araberen (1924)
- Mare Nostrum (1926)
- Troldmanden (1926)
- Allahs have (1927)
- De tre lidenskaber (1929)
- Baroud (1932)